# Enzo Pérez
Enzo Nicolás Pérez (Maipú, Mendoza; 22 de febrero de 1986) es un futbolista argentino. Juega de mediocampista en el Club Atlético River Plate de la Primera División de Argentina.
Como jugador de Estudiantes de La Plata, ganó la Copa Libertadores 2009 venciendo a Cruzeiro en la final. Luego, como jugador de River Plate, ganó la Copa Libertadores 2018 venciendo a Boca Juniors en la final. Es considerado ídolo del club «millonario». Fue seleccionado para el Equipo Ideal de América (2019 y 2020) realizado por El País y para el Equipo Ideal de la Copa Libertadores de Conmebol.
Fue internacional con la selección de Argentina. Disputó las copas del mundo de 2014 y 2018.

## Trayectoria

### Inicios
Comenzó en las inferiores de Deportivo Maipú, de la Provincia de Mendoza, Argentina. Debutó en primera del Deportivo Maipú el día 8 de septiembre de 2002 con 16 años, en la Liga Mendocina de Fútbol. Tuvo varios encuentros en su club de origen hasta que fue transferido a Godoy Cruz.

### Godoy Cruz
Llegó a Godoy Cruz en 2003, donde obtuvo un gran rendimiento. Debutó en el primer equipo tombino el 6 de agosto de 2006. Por su calidad como jugador, se destacó en el mediocampo de Godoy Cruz.

### Estudiantes de La Plata
Después de su actuación en ese club, Estudiantes de La Plata lo fichó para formar parte de su equipo a partir del segundo semestre de 2007. En dicho equipo fue finalista de la Copa Sudamericana 2008 y campeón de la Copa Libertadores 2009. 
Seis meses más tarde el conjunto «pincha» fue a jugar la Copa Mundial de Clubes de la FIFA 2009 en Abu Dabi. En la semifinal ante el Pohang Steelers, Enzo Pérez dio una asistencia a Leandro Benítez para marcar el segundo gol, partido que finalmente fue victoria de Estudiantes por 2-1. En la final ante el F. C. Barcelona, su equipo estuvo en ventaja hasta el minuto 88, donde finalmente perdió por 1-2. 
Después de esa temporada con Estudiantes, su pase fue comprado por S. L. Benfica, participando un semestre en Primera División de Portugal, y regresando a préstamo por cinco meses a Estudiantes, a partir de febrero de 2010.

### SL Benfica
En la temporada 2012-13 desde su vuelta a Portugal arrancaría en el banco los primeros partidos ingresando en los segundos tiempos, Pérez pasó a convertirse en mediocampista central, asociándose con Nemanja Matić, y asumiendo un rol central comandando el equipo. Tras el mercado de pases del 2013, en el que este último abandonaría el club para jugar en Inglaterra, su influencia creció aún más y se convirtió en titular inamovible para equipo, siendo parte vital de la campaña por el título de la Liga de Portugal, Copa de la Liga y la Copa de Portugal. De ese manera ganó todo lo posible en Portugal. Ayudó también a alcanzar una segunda final de la Europa League consecutiva en lo que sería una derrota de los lusos a manos del Sevilla FC, aunque él no estuvo presente ya que debía cumplir una fecha de suspensión por acumulación de tarjetas amarillas.
Jorge Jesus nombró a Pérez el jugador más difícil de reemplazar y el cerebro del equipo. Su performance como pilar del equipo atrajo el interés de otros clubes muy importantes de Europa. El 6 de julio de 2014, ganó el premio al Mejor Jugador del Año con el SL Benfica. 
Tras la llegada del magnate singapurense Peter Lim al Valencia CF, Pérez sonó con mucha fuerza para incorporarse a la plantilla ché dirigida por el portugués Nuno Espírito Santo. En el verano de 2014, SL Benfica y Valencia CF llegaron a un principio de acuerdo para el traspaso de Enzo a cambio de unos 25 millones de euros, pero el presidente de la entidad lusa, Luís Filipe Vieira, rechazó tal preacuerdo y pasó a solicitar el pago íntegro de su cláusula (30 millones de euros) y mantuvo el suspense del traspaso del futbolista al club de la capital del Turia hasta el último día del mercado estival de fichajes, sin llegarse a un acuerdo. Por este motivo el futbolista comenzó jugando en Portugal la temporada 2014/15.

### Valencia CF
El Valencia CF volvió a abrir las negociaciones por el jugador para el mercado invernal, aunque el club "che" no era el único equipo interesado, ya que el Manchester United también hizo una importante oferta. Finalmente el 29 de diciembre de 2014, tras varias jornadas de especulaciones y rumores, el Valencia CF confirmó en su página oficial la contratación del mediocampista argentino a cambio de 25 millones de euros al SL Benfica. Llega al club español para jugar la segunda mitad de la temporada 2014/15, con las aspiraciones valencianistas a regresar a competir en la UEFA Champions League.
El 4 de enero de 2015 hizo su debut con el equipo, además como titular por la baja del mediocentro defensivo Javi Fuego, tras menos de una semana de entrenamientos, en la victoria del Valencia CF por 2-1 frente al Real Madrid en Mestalla, Su debut sería de la mejor manera jugando un partido a un nivel muy bueno defendiendo, recuperando pelotas, pasando al ataque y tirando algunos lujos. Se hizo inmediatamente con un puesto en el once titular de Nuno Espírito Santo, pero una inoportuna lesión le dejó fuera del equipo durante cinco encuentros consecutivos. Luego regresó y tuvo minutos para completar la gran campaña 2014/15 que hizo el equipo clasificando para Liga de Campeones.
La temporada 2015/16 arrancó de forma muy irregular, con extrañas decisiones del técnico Nuno, que terminó siendo destituido a los pocos meses, y con varios problemas físicos que impidieron a Enzo disponer de continuidad durante la temporada. Llegó a perderse hasta 16 encuentros por problemas físicos, lo cual hizo al club plantearse su continuidad en 2016, e incluso se valoró como posible descarte del técnico Pako Ayestaran, pero a pesar de ello, no solo siguió sino que pasó a ser primer capitán del equipo en la campaña 2016/17, pero colectivamente fue peor que la anterior. El equipo finalizó 12º y estuvo cerca de los puestos de descenso durante la temporada. El club valoró sus problemas físicos, sus excesivas amonestaciones, su peso en el Fair Play Financiero al que están sujetos los clubes de La Liga, y su mala relación con la prensa y con parte de la grada, así que finalmente en verano de 2017 sí se abordó su traspaso antes incluso de iniciarse la pretemporada del equipo.

### River Plate
El 29 de junio de 2017 se hizo oficial su traspaso al Club Atlético River Plate por una cifra cercana a los 3 millones de euros, cumpliendo así un sueño del futbolista y rechazando salir a cualquier otro club. Debutó en los octavos de final de Copa Libertadores vs. Guaraní en el Monumental. Los primeros partidos fueron difíciles en su adaptación, pero con el tiempo le ganó el lugar en la oncena titular a Ariel Rojas.
Finalmente logró un gran nivel en el equipo dirigido por Marcelo Gallardo, siendo protagonista de la final de la Copa Libertadores de América 2018, la cual fue ganada por River Plate. Además consiguió con River 2 Copas Argentinas, una Recopa Sudamericana y otra Supercopa Argentina. En enero de 2021 Pérez rechazó un contrato por 3 millones de dólares imposible de igualar por River en época de Pandemia ofrecido por el  Trabzonspor de Turquía, para seguir jugando en River.
El 25 de abril de 2021, cometió un error gravísimo contra San Lorenzo que terminó en gol del «ciclón» y concluyó la derrota de River en el Monumental Ángel Clemente Rojas, ídolo de Boca se burló de esta acción "¿Cuenta como asistencia?" 
En mayo de 2021 se dio una situación particular, en la que todos los arqueros convocados para la Copa Libertadores fueron afectados por COVID-19, con lo cual el puesto quedó vacante. Para el encuentro contra Independiente Santa Fe, Enzo Pérez asumió el riesgo de participar como arquero incluso arrastrando una distensión en el isquiotibial derecho, y arriesgándose a empeorar la lesión.  Eso le ganó la admiración de sus compañeros, de la afición y de la dirigencia, como por ejemplo el director de arqueros Ubaldo Matildo Fillol (uno de los máximos ídolos riverplatenses), quien expresó: "Le deseo la mejor suerte del mundo. Aparte él está sabiendo la inmensidad de ese arco, la historia de ese arco y ojalá que lo pueda honrar como lo honró Leo Díaz el domingo pasado". Finalmente, River venció a Santa Fe por 2 a 1. El golero de Fluminense, Marcos Felipe le bajó el precio a la actuación de Pérez. "Prácticamente no funcionó durante el juego. Fue considerado el mejor del partido sin haber realizado grandes paradas”, "Su equipo se defendió".
Enzo Pérez remarcó en diversas oportunidades su simpatía y la de su familia por River, tal es así que su padre le puso el nombre de su ídolo Enzo Francescoli.

### Regreso a Estudiantes de La Plata
En enero de 2024, luego de su gran paso por River, Enzo volvió al Pincharrata en condición de libre por 1 año.
El 5 de mayo de 2024 integró el equipo titular que obtuvo la Copa de la Liga Profesional 2024.
El 21 de diciembre de 2024 fue titular en el Trofeo de Campeones, tras vencer a Vélez Sarsfield por 3-0 en el Estadio Único Madre de Ciudades de Santiago del Estero. Además, confirmó ese mismo día que no seguiría en el León.

### Regreso a River Plate
El 2 de enero de 2025, Enzo retornaría al Millonario.

## Selección nacional
En la Selección Argentina disputó 23 partidos. Convirtió un tanto. Debutó en la albiceleste en el año 2009. De la mano de Alejandro Sabella fue a la Copa Mundial de 2014 en Brasil, jugando 2 partidos de titular: la semifinal contra Países Bajos, y la final contra Alemania. La Selección Argentina terminó perdiendo contra la Selección de Alemania 1 a 0 con gol de Mario Gotze. Su país obtuvo el subcampeonato del mundo y el tercer segundo puesto en la historia de la Selección.
Participó en el último partido de las Eliminatorias para el Mundial de Rusia 2018, donde tuvo una buena actuación, ayudando así a que la Argentina derrote a Ecuador por 3-1, con tres tantos de Lionel Messi. Esto le valió la clasificación al Mundial de Rusia 2018 al seleccionado nacional.
Disputó la Copa Mundial de 2018 con la Selección Argentina y fue titular en el partido de octavos de final en el que fueron eliminados tras perder 4 a 3 contra Francia.

### Participaciones en Copas del Mundo
| Mundial           | Sede   | Resultado        | Partidos | Goles |
| ----------------- | ------ | ---------------- | -------- | ----- |
| Copa Mundial 2014 | Brasil | Subcampeón       | 3        | 0     |
| Copa Mundial 2018 | Rusia  | Octavos de final | 3        | 0     |

- Actualizado hasta el 30 de junio de 2018.

| Selección | Año   | Amistoso | Amistoso | Copa América | Copa América | Eliminatorias | Eliminatorias | Mundial | Mundial | Total | Total |
| Selección | Año   | PJ       | G        | PJ           | G            | PJ            | G             | PJ      | G       | PJ    | G     |
| --------- | ----- | -------- | -------- | ------------ | ------------ | ------------- | ------------- | ------- | ------- | ----- | ----- |
| Argentina | 2009  | 1        | 0        | -            | -            | 1             | 0             | -       | -       | 2     | 0     |
| Argentina | 2010  | 1        | 0        | -            | -            | -             | -             | -       | -       | 1     | 0     |
| Argentina | 2011  | 2        | 1        | -            | -            | -             | -             | -       | -       | 2     | 1     |
| Argentina | 2012  | 0        | 0        | -            | -            | 1             | 0             | -       | -       | 1     | 0     |
| Argentina | 2014  | 6        | 0        | -            | -            | -             | -             | 3       | 0       | 9     | 0     |
| Argentina | 2015  | 0        | 0        | -            | -            | 1             | 0             | -       | -       | 1     | 0     |
| Argentina | 2016  | 0        | 0        | -            | -            | 2             | 0             | -       | -       | 2     | 0     |
| Argentina | 2017  | 2        | 0        | -            | -            | 3             | 0             | -       | -       | 5     | 0     |
| Argentina | 2018  | 0        | 0        | -            | -            | -             | -             | 3       | 0       | 3     | 0     |
| Total     | Total | 12       | 1        | -            | -            | 8             | 0             | 6       | 0       | 26    | 1     |

## Estadísticas

### Clubes
| Club | Div.                | Temporada           | Liga         | Liga         | Liga         | Copas Nacionales(1) | Copas Nacionales(1) | Copas Nacionales(1) | Torneos Internacionales(2) | Torneos Internacionales(2) | Torneos Internacionales(2) | Total | Total | Total  | Media goleadora(3) |
| Club | Div.                | Temporada           | Part.        | Goles        | Asist.       | Part.               | Goles               | Asist.              | Part.                      | Goles                      | Asist.                     | Part. | Goles | Asist. | Media goleadora(3) |
| --- | ------------------- | ------------------- | ------------ | ------------ | ------------ | ------------------- | ------------------- | ------------------- | -------------------------- | -------------------------- | -------------------------- | ----- | ----- | ------ | ------------------ |
| C D. Godoy Cruz Argentina |                     |                     |              |              |              |                     |                     |                     |                            |                            |                            |       |       |        |                    |
| 2° | 2004-05             | 22                  | 1            | 1            | Inexistentes | Inexistentes        | Inexistentes        | Inexistentes        | Inexistentes               | Inexistentes               | 22                         | 1     | 1     | 0.05   |                    |
| 2° | 2005-06             | 32                  | 7            | 3            | Inexistentes | Inexistentes        | Inexistentes        | Inexistentes        | Inexistentes               | Inexistentes               | 32                         | 7     | 3     | 0.22   |                    |
| 1.ª | 2006-07             | 32                  | 5            | 4            | 2            | 0                   | 0                   | Inexistentes        | Inexistentes               | Inexistentes               | 34                         | 5     | 4     | 0.15   |                    |
| Total club | Total club          | 86                  | 13           | 8            | 2            | 0                   | 0                   | 0                   | 0                          | 0                          | 88                         | 13    | 8     | 0.15   |                    |
| Estudiantes de La Plata Argentina |                     |                     |              |              |              |                     |                     |                     |                            |                            |                            |       |       |        |                    |
| 1.ª | 2007-08             | 30                  | 1            | 4            | Inexistentes | Inexistentes        | Inexistentes        | 6                   | 1                          | 0                          | 36                         | 2     | 4     | 0.06   |                    |
| 1.ª | 2008-09             | 26                  | 4            | 2            | Inexistentes | Inexistentes        | Inexistentes        | 18                  | 2                          | 1                          | 44                         | 6     | 3     | 0.14   |                    |
| 1.ª | 2009-10             | 30                  | 4            | 4            | Inexistentes | Inexistentes        | Inexistentes        | 11                  | 1                          | 2                          | 41                         | 5     | 6     | 0.12   |                    |
| 1.ª | 2010-11             | 33                  | 5            | 9            | Inexistentes | Inexistentes        | Inexistentes        | 11                  | 0                          | 1                          | 44                         | 5     | 10    | 0.11   |                    |
| 1.ª | 2011-12             | 14                  | 0            | 2            | 0            | 0                   | 0                   | Inexistentes        | Inexistentes               | Inexistentes               | 14                         | 0     | 2     | 0      |                    |
| 1.ª | 2024                | 24                  | 0            | 0            | 18           | 0                   | 1                   | 6                   | 0                          | 0                          | 48                         | 0     | 1     | 0      |                    |
| Total club | Total club          | 157                 | 14           | 21           | 18           | 0                   | 1                   | 52                  | 4                          | 4                          | 227                        | 18    | 26    | 0.08   |                    |
| S. L. Benfica Portugal |                     |                     |              |              |              |                     |                     |                     |                            |                            |                            |       |       |        |                    |
| 1° | 2011-12             | 3                   | 0            | 0            | Inexistentes | Inexistentes        | Inexistentes        | 1                   | 0                          | 0                          | 4                          | 0     | 0     | 0      |                    |
| 1° | 2012-13             | 28                  | 4            | 5            | 6            | 0                   | 1                   | 13                  | 0                          | 1                          | 47                         | 4     | 7     | 0.09   |                    |
| 1° | 2013-14             | 28                  | 4            | 5            | 7            | 1                   | 1                   | 12                  | 0                          | 3                          | 47                         | 5     | 9     | 0.11   |                    |
| 1° | 2014-15             | 11                  | 1            | 3            | 3            | 0                   | 0                   | 5                   | 0                          | 0                          | 19                         | 1     | 3     | 0.05   |                    |
| Total club | Total club          | 70                  | 9            | 13           | 16           | 1                   | 2                   | 31                  | 0                          | 4                          | 117                        | 10    | 19    | 0.09   |                    |
| Valencia C. F. · España |                     |                     |              |              |              |                     |                     |                     |                            |                            |                            |       |       |        |                    |
| 1° | 2014-15             | 14                  | 0            | 1            | 1            | 0                   | 0                   | —                   | —                          | —                          | 15                         | 0     | 1     | 0      |                    |
| 1° | 2015-16             | 20                  | 0            | 0            | 3            | 0                   | 1                   | 7                   | 0                          | 0                          | 30                         | 0     | 1     | 0      |                    |
| 1° | 2016-17             | 27                  | 0            | 1            | 2            | 0                   | 0                   | —                   | —                          | —                          | 29                         | 0     | 1     | 0      |                    |
| Total club | Total club          | 61                  | 0            | 2            | 6            | 0                   | 1                   | 7                   | 0                          | 0                          | 74                         | 0     | 3     | 0      |                    |
| C. A. River Plate Argentina |                     |                     |              |              |              |                     |                     |                     |                            |                            |                            |       |       |        |                    |
| 1.ª | 2017-18             | 18                  | 0            | 0            | 5            | 1                   | 1                   | 11                  | 2                          | 0                          | 34                         | 3     | 1     | 0.09   |                    |
| 1.ª | 2018-19             | 16                  | 0            | 2            | 7            | 1                   | 0                   | 15                  | 0                          | 0                          | 38                         | 1     | 2     | 0.03   |                    |
| 1.ª | 2019-20             | 18                  | 0            | 0            | 5            | 0                   | 0                   | 11                  | 0                          | 1                          | 34                         | 0     | 1     | 0      |                    |
| 1.ª | 2020                | Inexistentes        | Inexistentes | Inexistentes | 6            | 0                   | 0                   | 4                   | 0                          | 0                          | 10                         | 0     | 0     | 0      |                    |
| 1.ª | 2021                | 17                  | 2            | 1            | 17           | 0                   | 0                   | 6                   | 0                          | 0                          | 40                         | 2     | 1     | 0.05   |                    |
| 1.ª | 2022                | 21                  | 0            | 0            | 13           | 0                   | 1                   | 7                   | 0                          | 0                          | 41                         | 0     | 1     | 0      |                    |
| 1.ª | 2023                | 20                  | 0            | 1            | 17           | 0                   | 2                   | 7                   | 0                          | 1                          | 44                         | 0     | 4     | 0      |                    |
| 1.ª | 2025                | 20                  | 0            | 0            | 3            | 0                   | 0                   | 8                   | 0                          | 0                          | 31                         | 0     | 0     | 0      |                    |
| Total club | Total club          | 130                 | 2            | 4            | 73           | 2                   | 4                   | 69                  | 2                          | 2                          | 272                        | 6     | 10    | 0.02   |                    |
| Total en su carrera | Total en su carrera | Total en su carrera | 504          | 38           | 48           | 115                 | 3                   | 8                   | 159                        | 6                          | 10                         | 778   | 47    | 66     | 0.06               |
| (1) Las copas nacionales se refiere a la Copa Argentina, Copa de Portugal, Copa de la Liga de Portugal, Copa del Rey, Supercopa Argentina, Copa de la Superliga, Copa de la Liga Profesional, Trofeo de Campeones y Supercopa Internacional. (2) Las copas internacionales se refiere a la Copa Libertadores, Copa Sudamericana, Liga de Campeones, Liga Europa y Mundial de Clubes. (3) Media de goles por encuentro. No incluye goles en partidos amistosos. |                     |                     |              |              |              |                     |                     |                     |                            |                            |                            |       |       |        |                    |

## Palmarés

### Campeonatos nacionales (17)
| Torneo                | Club                    | País      | Año      |
| --------------------- | ----------------------- | --------- | -------- |
| Primera B Nacional    | C. D. Godoy Cruz A. T.  | Argentina | 2005-06  |
| Primera División      | Estudiantes de La Plata | Argentina | A - 2010 |
| Primeira Liga         | S. L. Benfica           | Portugal  | 2013-14  |
| Copa de la Liga       | S. L. Benfica           | Portugal  | 2013-14  |
| Copa de Portugal      | S. L. Benfica           | Portugal  | 2013-14  |
| Supercopa de Portugal | S. L. Benfica           | Portugal  | 2014     |
| Primeira Liga         | S. L. Benfica           | Portugal  | 2014-15  |
| Copa Argentina        | C. A. River Plate       | Argentina | 2016-17  |
| Supercopa Argentina   | C. A. River Plate       | Argentina | 2017     |
| Copa Argentina        | C. A. River Plate       | Argentina | 2018-19  |
| Supercopa Argentina   | C. A. River Plate       | Argentina | 2019     |
| Primera División      | C. A. River Plate       | Argentina | 2021     |
| Trofeo de Campeones   | C. A. River Plate       | Argentina | 2021     |
| Primera División      | C. A. River Plate       | Argentina | 2023     |
| Trofeo de Campeones   | C. A. River Plate       | Argentina | 2023     |
| Copa de la Liga       | Estudiantes de La Plata | Argentina | 2024     |
| Trofeo de Campeones   | Estudiantes de La Plata | Argentina | 2024     |

### Campeonatos internacionales (3)
| Título              | Club                    | Sede           | Año  |
| ------------------- | ----------------------- | -------------- | ---- |
| Copa Libertadores   | Estudiantes de La Plata | Belo Horizonte | 2009 |
| Copa Libertadores   | C. A. River Plate       | Madrid         | 2018 |
| Recopa Sudamericana | C. A. River Plate       | Buenos Aires   | 2019 |

### Distinciones individuales
| Distinción                                       | Año  |
| ------------------------------------------------ | ---- |
| Mejor Jugador del Año de la Liga de Portugal     | 2014 |
| Miembro del Equipo Ideal de América              | 2019 |
| Miembro del Equipo Ideal de la Copa Libertadores | 2020 |
| Miembro del Equipo Ideal de América              | 2020 |

## Récord en Copa Libertadores
El martes 9 de abril de 2024, Enzo Pérez se convirtió en el jugador argentino con más partidos en la historia de la Copa Libertadores de América en la victoria de Estudiantes de La Plata ante The Strongest por 2 a 1 en el Estadio UNO.